# Cithareloma lehmannii
Cithareloma lehmannii är en korsblommig växtart som beskrevs av Aleksandr Andrejevitj Bunge. Cithareloma lehmannii ingår i släktet Cithareloma och familjen korsblommiga växter. Inga underarter finns listade i Catalogue of Life.